# Von Breda
von Breda är en svensk, ursprungligen holländsk släkt, känd i Sverige från 1600-talet. Konstnären Carl Fredrik von Breda, släktens mest kände person, erhöll 1814 svensk adelsvärdighet, där enligt § 37 av Regeringsformen 1809 endast huvudmannen var adlig. Hans ätt introducerades 1814 på Riddarhuset med nummer 2228 men utslocknade redan 1835 på svärdssidan med sonen Johan Fredrik von Breda.

## Personer i släkten von Breda
- Adolph von Breda (1785–1832), konstnär och militär
- Carl Fredric von Breda (1759–1818), konstnär
- Jeanette von Breda (1761–1842), översättare
- Johan Fredrik von Breda (1788–1835), konstnär
- Lucas von Breda (1726–1799), dispaschör
- Lucas von Breda (1676–1752), konstnär

### Släktträd (urval)
- Lucas von Breda (1676–1752), konstnär
  - Lucas von Breda (1726–1799), dispaschör
    - Carl Fredric von Breda (1759–1818), konstnär
      - Adolph von Breda (1785–1832), konstnär och militär
      - Johan Fredrik von Breda (1788–1835), konstnär